# Recensământul Statelor Unite ale Americii din 1900

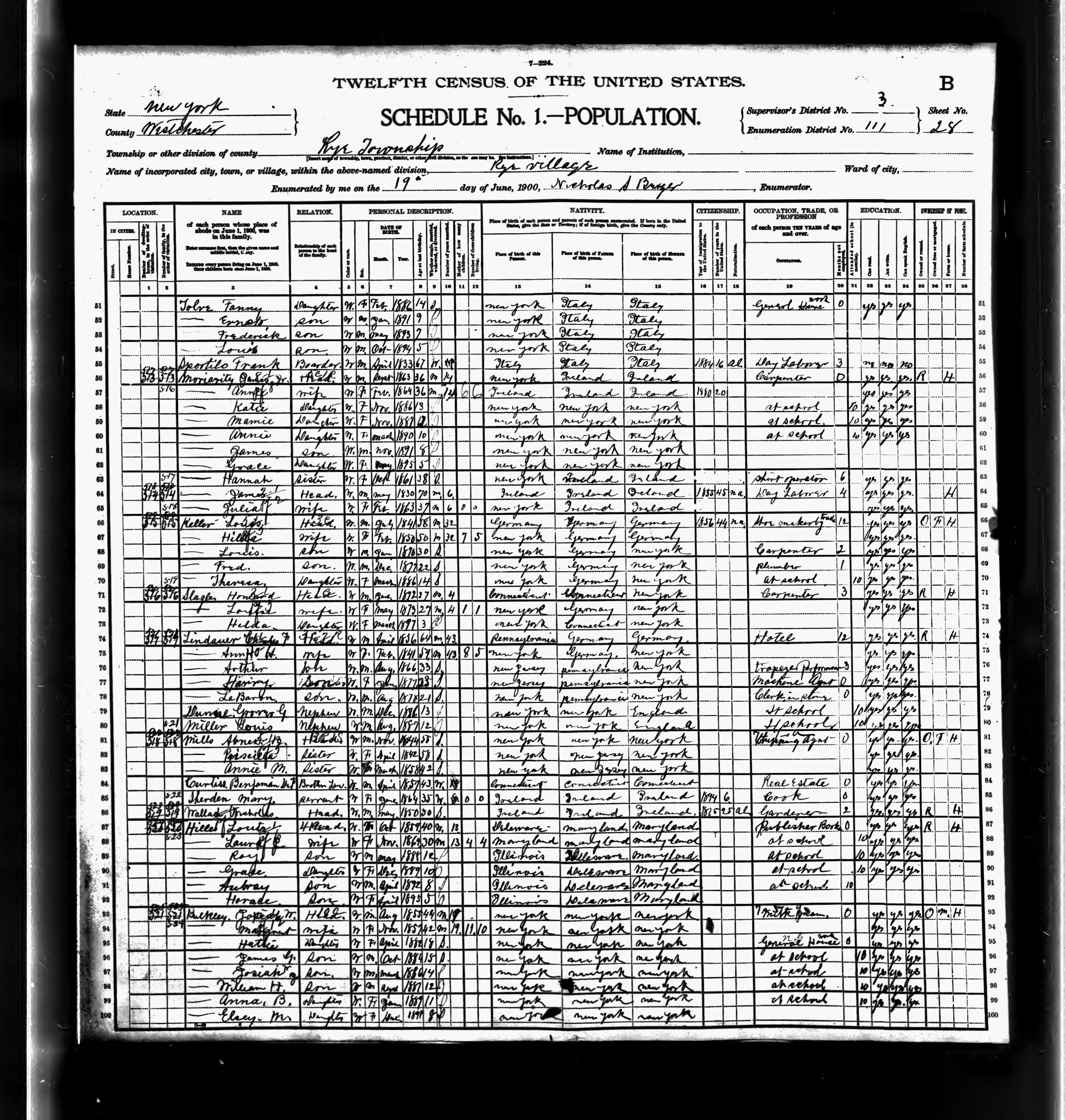
Document al 1900 US Census

Recensământul Statelor Unite ale Americii din 1900 (engleză United States Census, 1900, conform originalului The United States Census of 1900) a fost cel de-al douăsprezecelea din recensămintele efectuate o dată la zece ani în Statele Unite ale Americii, fiind al douăprezecelea dintr-o serie ce cuprinde azi 23 de calculări ale populației Uniunii.

## Rezultate
Cel de-al Douăsprezecelea Recensământ al Statelor Unite, efectuat și coordonat de Oficiul de recenzie al Statelor Unite ale Americii, a determinat populația rezidentă a Uniunii de a fi 76.212.168, ceea ce reprezintă o creștere de 21 % față de 62.979.766 persoane (rezultat final) înregistrate în timpul recensământului anterior, cel din 1890. 

## Componența Statelor Unite ale Americii în 1900

Animaţie prezentând ordinea intrării statelor în Uniune (1776 - 1959)

În 1900, la data încheierii recensământului, Statele Unite aveau 45 de state, Uniunea fiind constituită din cele 44 de state, care constituiseră Uniunea în 1890, anul celui de-al unsprezecelea recensământ, la care s-au adăugat doar o singură entitate componentă, devenit stat al Statelor Unite în deceniul 1891 - 1900: 
- 45. Utah, la 4 ianuarie 1896.